# Premierminister von Estland
Der Premierminister der Republik Estland (estnisch Eesti Vabariigi peaminister) ist der Regierungschef der Republik Estland. Er wird vom Präsidenten nach entsprechenden Konsultationen mit den Parlamentsfraktionen nominiert und vom Parlament (Riigikogu) bestätigt. Bei Uneinigkeit kann das Parlament die Nominierung des Präsidenten ablehnen und einen eigenen Kandidaten wählen. Da der Premierminister das Vertrauen des Parlaments wahren muss, um im Amt zu bleiben, ist er in der Praxis in der Regel der Vorsitzende des ranghöchsten Partners in der Regierungskoalition.
Der derzeitige Premierminister ist Kristen Michal von der Reformpartei. Er trat das Amt am 23. Juli 2024 nach dem Rücktritt von Kaja Kallas (Reformpartei) an.
In seiner vom Präsidenten ernannten Rolle leitet der Premierminister kein bestimmtes Ministerium. Vielmehr beaufsichtigt der Premierminister gemäß der Verfassung die Arbeit der Regierung. Die Bedeutung und Rolle des Premierministers in der Regierung und seine Beziehungen zu anderen Ministerien hängen oft von der Position der vom Premierminister geführten Partei gegenüber den Koalitionspartnern ab und davon, wie viel Einfluss er innerhalb der eigenen Partei hat. Wenn der Premierminister eine starke Position innerhalb der eigenen Partei hat und die Regierung ausschließlich aus Vertretern dieser Partei besteht, kann er beträchtliche Autorität genießen. In allen entscheidenden nationalen Fragen hat jedoch das Parlament als Legislative das letzte Wort.
Im Gegensatz zu Kollegen in anderen parlamentarischen Republiken ist der Premierminister sowohl de jure als auch de facto Hauptgeschäftsführer. Dies liegt daran, dass die Verfassung ausdrücklich die Exekutivgewalt überträgt, deren Vorsitzender der Premierminister ist. In den meisten anderen parlamentarischen Republiken ist der Präsident zumindest nominell Hauptgeschäftsführer, während er per Konvention verpflichtet ist, auf Anraten des Kabinetts zu handeln.